# Dans og kor
Dans og kor (eller Rosens Tid er kommen, i 1925 også "Procession og Kor") er en sang for kor til Carl Nielsens scenemusik Aladdin hvor teksten er taget fra Adam Oehlenschlägers Aladdin eller den forunderlige lampe fra 1805.

## Tekst
Teksten er fra delen Aladdins Pallads og der synges korets replik:
Rosens Tid er kommen! Bag det grønne Blad

Svulmer den, og skiller Knoppen huldt sig ad.

Lad da Strengen risle, som en Sølverbæk,

Lad da Stemmen tone, som en Fugl bag Hæk.

Kierlighed opgløder al Naturens Barm;

Selv den gamle Olding smiler elskovsvarm.

Jorden blusser op mod Himlen i sin Kraft,

Lad da freidig sprudle Druens Purpursaft;
Herefter springer Carl Nielsen adskillige replikker til
See! nu vandre de, af Elskovsluen varm,

Hen til Brudekamret, kierligt Arm i Arm.
og der afsluttes med 
O Allah!
som ikke forekommer i Oehlenschlägers tekst.
Oehlenschlägers Aladdin var skrevet i vinteren 1804-1805 og blev udgivet i juli 1805 i Poetiske Skifter.
Den var oprindelig ikke tiltænkt teatret, men efter at skuespillere havde benyttet den til recitation fik den den 17. april 1839 premiere på Det Kongelige Teater og herefter kom den til at få mange opførsler i forskellig iscenesættelser frem til begyndelsen af 1900-tallet.

## Musik
I 1917 opstod planer om at nyopsætte Aladdin på Det Kongelige Teater og Carl Nielsen begyndte da så småt med et par skitser til musikken.
Hovedparten af Nielsens arbejde med musikken foregik dog mellem juli 1918 og januar 1919.
Det var den kunstneriske leder ved teatret, Johannes Nielsen, der havde kontaktet Carl Nielsen tidligt i 1917.
Komponisten var i første omgang ikke indstillet på at levere musik på baggrund af sine erindringer som ansat som kapelmester ved teatret.
Men efter vedholdende opfordringer fra skuespilleren og instruktøren Johannes Poulsen indvilgede Carl Nielsen.
Carl Nielsens musik til teaterstykket blev et af hans største værker og kom til at bestå af 30 dele og hvor Dans og kor er en af delene.
Dans og kor forekommer som del nummer 18 i scenemusikken i 3. akt efter stykket Negerdans. 
Dans og kor har tempobetegnelsen tempo giusto og er sat i A-dur. 
Den veksler mellem 3/4 og 4/4 og har vedholdende fjederdelsnoder på A fra kontrabassen og pauke igennem hele sangen.
Der er også et gennemgående A fra orgelet der med fire toner spænder over tre oktaver.
En melodi begynder i violinerne, tværfløjterne, oboerne og klarinetterne i anden takt:
Der er en længere instrumentel indledning før koret synger. 
Man skal hen i midten af sangen før stemmerne kommer. 
Det er sopranerne der i takt 80 begynder og med det melodiske tema som violinerne indledede med.
Sopranerne fortsætter mens tenorerne lægger sig til i takt 99.
I takt 113 kommer så også alterne og basserne på i et firstemming arrangement.

Et klaverarrangement findes også.

## Opførelser og indspilninger
Opførslen af teaterstykket fandt sted over to aftener den 15. og 22. februar 1919.
Musikken var dog forkortet så meget, at Carl Nielsen var utilfreds:
| „ | I Formeddelelser angaaende Opførelsen af ‘Aladdin’ har det været meddelt, at Musiken var komponeret af mig. Paa Grund af Orkestrets Placering og Indskrænkning og paa Grund af den Maade, paa hvilken Instruktionen i det hele har benyttet mine Kompositioner, maa jeg fralægge mig ethvert kunstnerisk Ansvar for Musikledsagelsen til ‘Aladdin’. | “ |

En mere komplet opførelse af musikken med 26 musikstykker skete ved en koncert den 12. november 1925 i Dansk Koncert Forening i København.
Ved 1925-opførelsen var titlen for "Dans og Kor"-delen "Procession og Kor".
I maj 1992 indspillede DR Symfoniorkestret 31 numre under ledelse af dirigent Gennady Rozhdestvensky og med DRs kammerkor og her indgik Dans og kor. 
Denne skæring varer 4 minutter og 28 sekunder.
Med baggrund i Rozhdestvenskys album kaldte Joseph McLellan, anmelderen ved Washington Post, Aladdin for "et mesterværk af omhyggeligt anvendte orkestrale og vokale farver" og sammenlignede det med Nikolaj Rimskij-Korsakovs Scheherazade.

## Eksterne link
- Carl Nielsen Værker, Serie I. Scenemusik. Bind 8